# گابریل کومپانی (دوچرخه‌سوار)
گابریل کومپانی (اسپانیایی: Gabriel Company‎؛ زادهٔ ۱۶ مهٔ ۱۹۳۰) دوچرخه‌سوار اهل اسپانیا است. وی در مسابقات تور دو فرانس شرکت کرده است.